# Момче, момиче и т.н.
„Момче, момиче и т.н.“ (на английски: Boy Girl Dog Cat Mouse Cheese; на френски: Boy Girl, etc.) е анимационен сериал, базиран на оригиналната концепция на Джеф Хартър и Cloudco Entertainment. Сериалът е копродукция между САЩ, Франция и Ирландия между Cloudco Entertainment, WatchNext Media и Kavaleer Productions и е продуциран с подкрепата на Gulli, Canal J, the BBC, RTÉ и De Agostini Editore S.p.A. Премиерата на сериала е излъчена във Великобритания по CBBC на 31 октомври 2019 г.

## В България
В България сериалът започва излъчване по „Дисни Ченъл“ на 23 август 2021 г. Дублажът е нахсинхронен в „Доли Медия Студио“. В него участват Живко Джуранов, Татяна Етимова, Даринка Митова, Лина Шишкова, Даниела Горанова, Иван Велчев и Петър Бонев.